# Попкорн (мелодия)
«Popcorn» (с англ. — «Воздушная кукуруза») — инструментальная пьеса американского композитора Гершона Кингсли, впервые записанная в 1969 году для альбома Music to Moog By; один из первых образцов музыки в жанре синтипоп. Получила известность в исполнении группы Hot Butter, записанном в 1972 году; соответствующий сингл стал международным хитом.

## В культуре

### Исполнители
- Anarchic System
- Aphex Twin / Caustic Window
- Arthur Fiedler and the Boston Pops
- Bim Skala Bim
- Chicha Libre
- Crazy Frog
- Denki Groove
- Eat Static
- Electric Coconut (кавер-версия версии Hot Butter)
- Fiddler’s Green
- Frederik, «Porno on pop»
- Gigi D’Agostino
- Goodiepal
- Guru Josh
- Herb Alpert and the Tijuana Brass
- Hexstatic (remix)
- Hot Butter (1972 год)
- Jack Holiday & Mike Candys
- James Last
- Jean Michel Jarre (под псевдонимом Pop Corn Orchestra and Jamie Jefferson)
- JVG
- KRAFTWERK
- M&H Band
- Liars
- Los Pekenikes
- Margareta Pâslaru
- Marsheaux
- Messer Chups
- Muse
- Neil Cicierega
- Norrie Paramor & the Midland Radio Orchestra
- Omar Khorshid (1974)
- Pattie Brooks
- Ronnie Aldrich
- Shadmehr Aghili
- Shadowy Men on a Shadowy Planet
- Swedish Chef (of The Muppets)
- The Boomtang Boys
- The Time Frequency (TTF)
- Tom Spencer Orchestra
- Unter Null
- Ансамбль ЭМИ под управлением Вячеслава Мещерина, «Воздушная кукуруза» (1979 год)
- Виктор Зинчук. Альбом «Двенадцать гитар магистра», № 6 — Воздушные хлопья кукурузы. (2005 год)
- Проект «Коммунизм» Егора Летова — «Мы Америку догоним на советской скорости!» из одноимённого альбома.

В 2016 году был снят анимационный джем, приуроченный к II церемонии вручения Национальной анимационной премии «Икар». В создании приняли участие более 20 режиссёров-мультипликаторов из разных стран мира. В финальных титрах на экране появляется композитор Гершон Кингсли.

### Кинематограф
- Фильм Утопим Мону! (2000 год).
- Фильм Снеговик (2017 год).

### Анимация
- 10-й выпуск мультфильма «Ну, погоди!», звучит в аранжировке группы «Electric Coconut» (1976 год).
- Аниме K-On! (2009), играет в саундтреке мультсериала под названием "Pinch Daisuki".